# Fiori morti
Fiori morti è un singolo del gruppo musicale italiano Psicologi pubblicato il 10 marzo 2022 come secondo estratto dall'album in studio Trauma.

## Video musicale
Il visual video del brano è stato diretto da Ass.Essore e pubblicato il 29 aprile 2022 sul canale YouTube del gruppo.

## Classifiche
| Classifica (2022) | Posizione massima |
| ----------------- | ----------------- |
| Italia            | 61                |